# Viehhalde
Die Viehhalde war ein 10 Hektar großes Landschaftsschutzgebiet auf dem Gebiet der damaligen Gemeinde Gößlingen (heute Gemeinde Dietingen) im Landkreis Rottweil in Baden-Württemberg. Es wurde am 1. Februar 1953 ausgewiesen. Mit der Ausweisung des Landschaftsschutzgebiets Landschaft um Gößlingen am 22. August 1966 wurde die Verordnung aufgehoben und das Landschaftsschutzgebiet in die neuen Schutzgebiete integriert.
Das Gebiet lag westlich von Gößlingen im Gewann Viehhalde und wurde als „Steilhang, Schfweide mit Wacholdern, Hecken und Einzelbäumen“ beschrieben.